# 島根県立情報科学高等学校
島根県立情報科学高等学校（しまねけんりつ じょうほうかがくこうとうがっこう）は、島根県安来市能義町に所在する公立の高等学校。商業および情報を学習する専門高校である。

## 概要
昭和62年(1987年)、安来・能義地域の高等学校入学者数増加に対応するため、安来市内2校目の県立高校として開校。当初は1学年4クラス（情報科学科1、情報処理科3）、定員は1クラス45人。第3学年までの定員合計は540人であった。その後学科再編等を経て、現在は1学年3クラス、定員は1クラス40名で、第3学年までの定員合計は360人である。令和6年度、文部科学省の高等学校DX加速化推進事業（DXハイスクール）の採択校となっている。

## 設置学科
- 全日制課程
  - 全科（定員120名）：1年次の学科の総称である。平成15年度より一括募集を実施しており、自分の個性や目標にあった学科を時間をかけて選択する。2年次には、情報システム科、マルチメディア科、情報処理科のいずれかを選択する。
    - 情報システム科（定員40名）
    - マルチメディア科（定員40名）
    - 情報処理科（定員40名）

## 沿革
- 1987年4月9日 開校

## 教育目標
- 校訓のもと、普通教育ならびに情報・商業に関する専門教育を施し、社会に貢献し得る心身ともに豊かで健全な人格を育成する。

## 部活動

### 体育会系
- 硬式野球部
- 陸上競技部
- サッカー部
- バドミントン部
- 剣道部
- 軟式テニス部（男子）
- 軟式テニス部（女子）
- バレーボール部（男子）
- バレーボール部（女子）
- 卓球部

### 文化系
- 吹奏楽部
- 演劇部
- 美術部
- ワープロ部
- 茶道部
- 情報科学部
- 生活科学部
- 放送部

## 不祥事
2021年2月11日、現職校長が米子市別所の県道で男性を軽自動車でひき死亡させたにもかからわらず、適切な救護を行わず走り去ったとして自動車の運転により人を死傷させる行為等の処罰に関する法律違反（過失致死）と道路交通法違反（ひき逃げ）の疑いで鳥取県警察に逮捕された。調べに対し「事故時には人だとは思わなかった」と話している。